# Alcyonacea
Gli Alcionacei (Alcyonacea Lamouroux, 1812) sono un ordine di Octocoralli coloniali che si sviluppano radialmente intorno ad un asse corneo privo di scleriti e con corteccia dell'asse divisa in comparti. Alcuni di essi sono detti anche coralli molli poiché non producono scheletri di carbonato di calcio.

## Descrizione
Sono organismi coloniali, formati da polipi. 
Il tipico polipo ha una colonna cilindrica che termina con una bocca circondata da 8 tentacoli pinnati. L'anatomia interna è assai primitiva, praticamente ridotta a una cavità intestinale (mesenterio), con un'unica apertura (la bocca).
Lo scheletro ha un asse di consistenza cornea, formato in prevalenza da una proteina detta gorgonina. È rivestito di un tessuto molle detto cenenchima, nel quale i polipi possono ritrarsi. Il cenenchima ha una consistenza più o meno fibrosa per la presenza di scleriti calcarei.
La struttura scheletrica è di solito nera all'interno, ma assume vivacissime colorazioni sulla corteccia.
L'architettura tipica delle grandi colonie di gorgonie è a ventaglio, con tutte le ramificazioni su un unico piano, e la colonia può raggiungere dimensioni di 3 m di diametro e oltre.
Le varie specie possono differenziarsi anche molto: la gorgonia bianca (Eunicella singularis) ha corpo molle, ruvido e gibboso e preferisce l'ombra, la muricea (Paramuricea camaleon) forma colonie vistosissime (violacee, rossastre ed a volte gialle), grandi e robuste e vive in acque profonde oltre i 20 metri, la gorgonia rossa (Paramuricea clavata) forma colonie a ventaglio alte fino ad un metro ed è esclusiva del Mar Mediterraneo, la gorgonia verrucosa (Eunicella verrucosa), abbastanza rara, è bianco candida e arborescente.

## Biologia
Vivono in maggioranza fissate alle rocce. Sfruttano le correnti marine per cibarsi di plancton e per disseminare le larve, che non hanno lo stadio di medusa.
In una colonia esiste una comunicazione tra i diversi polipi, che si scambiano sostanze nutrienti ma anche informazioni. Se la punta di un ramo viene disturbata, l'intera colonia reagisce chiudendo i polipi.

## Tassonomia

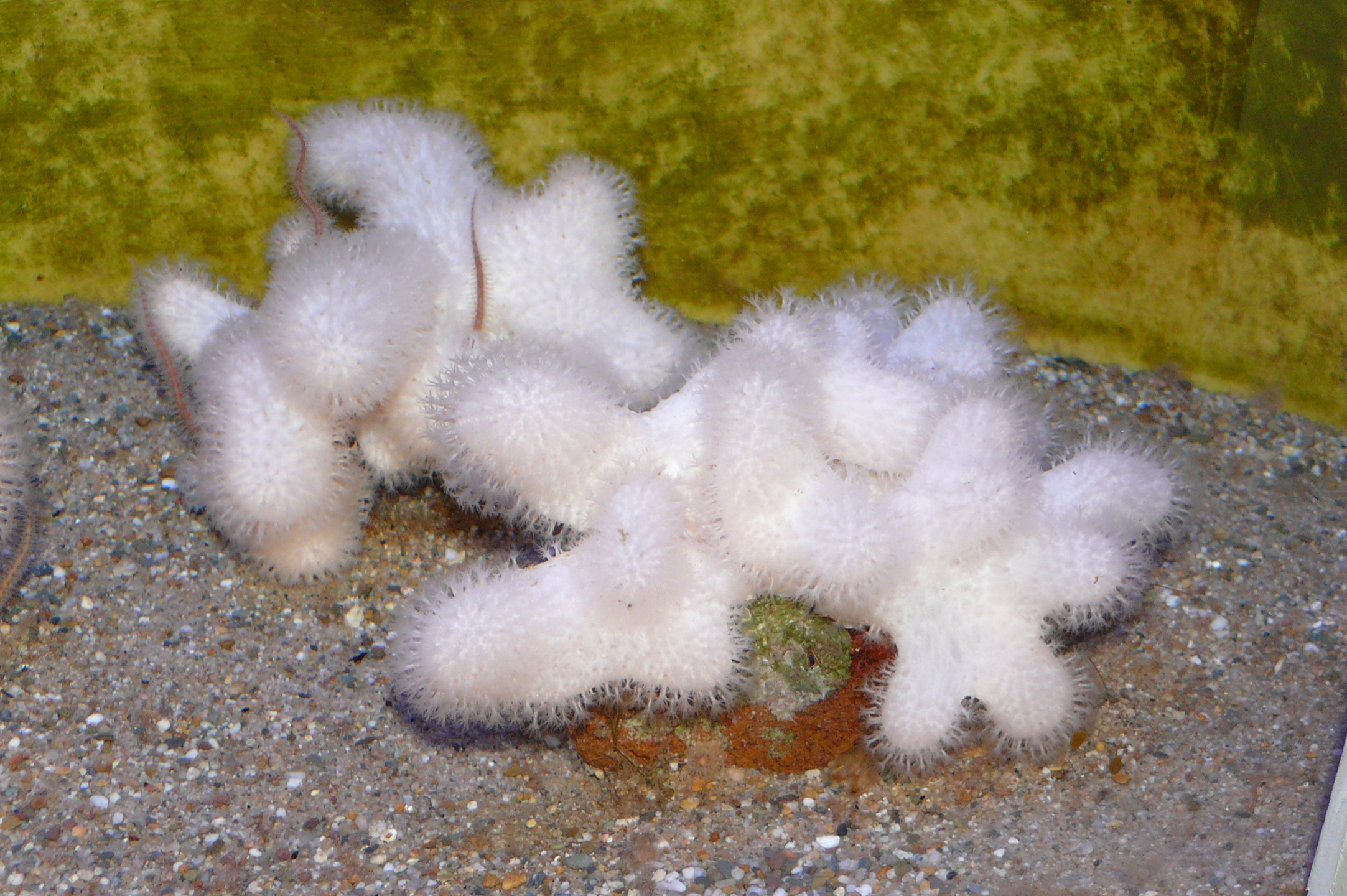
Alcyonium digitatum
(Alcyoniidae)

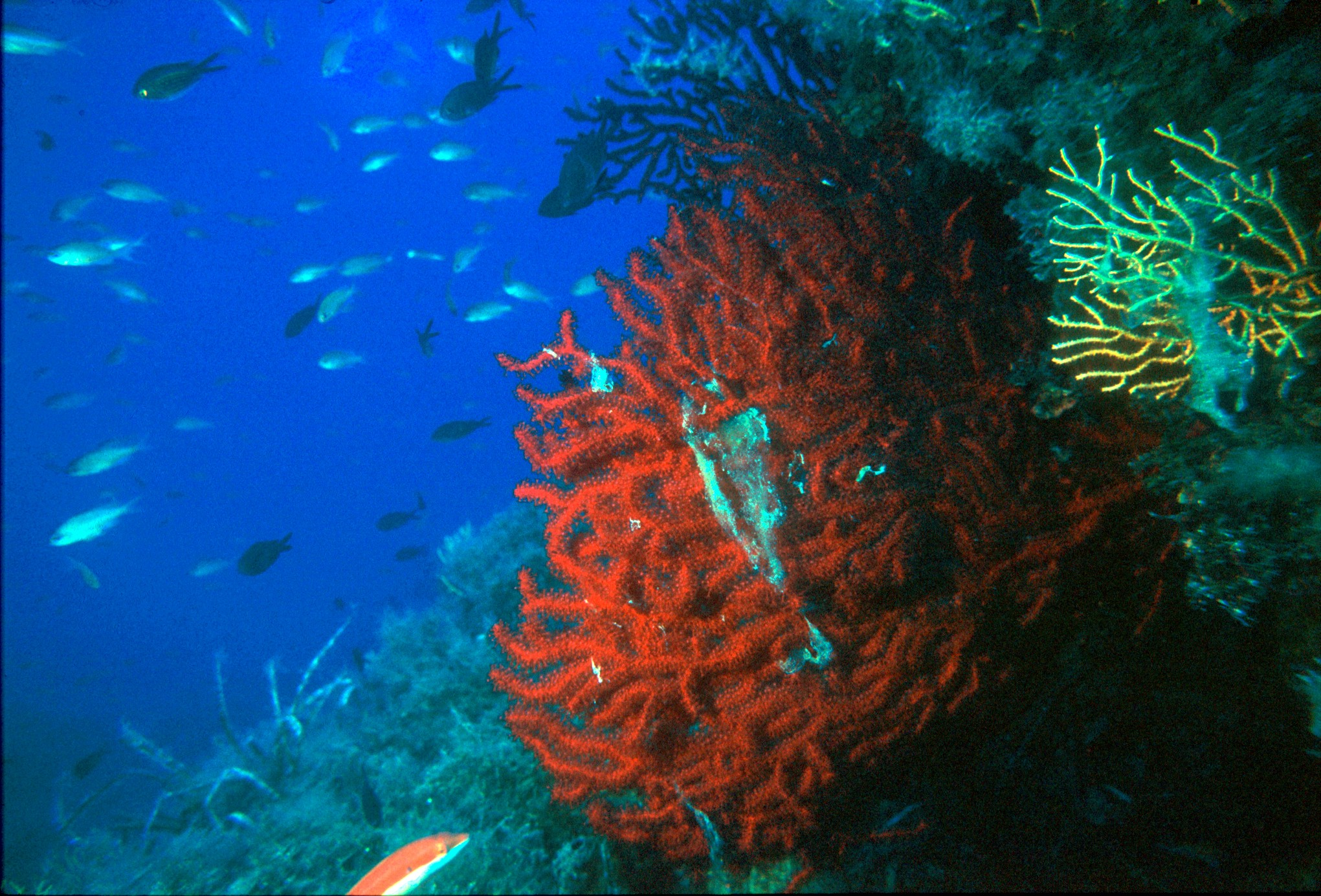
Paramuricea clavata
(Plexauridae)

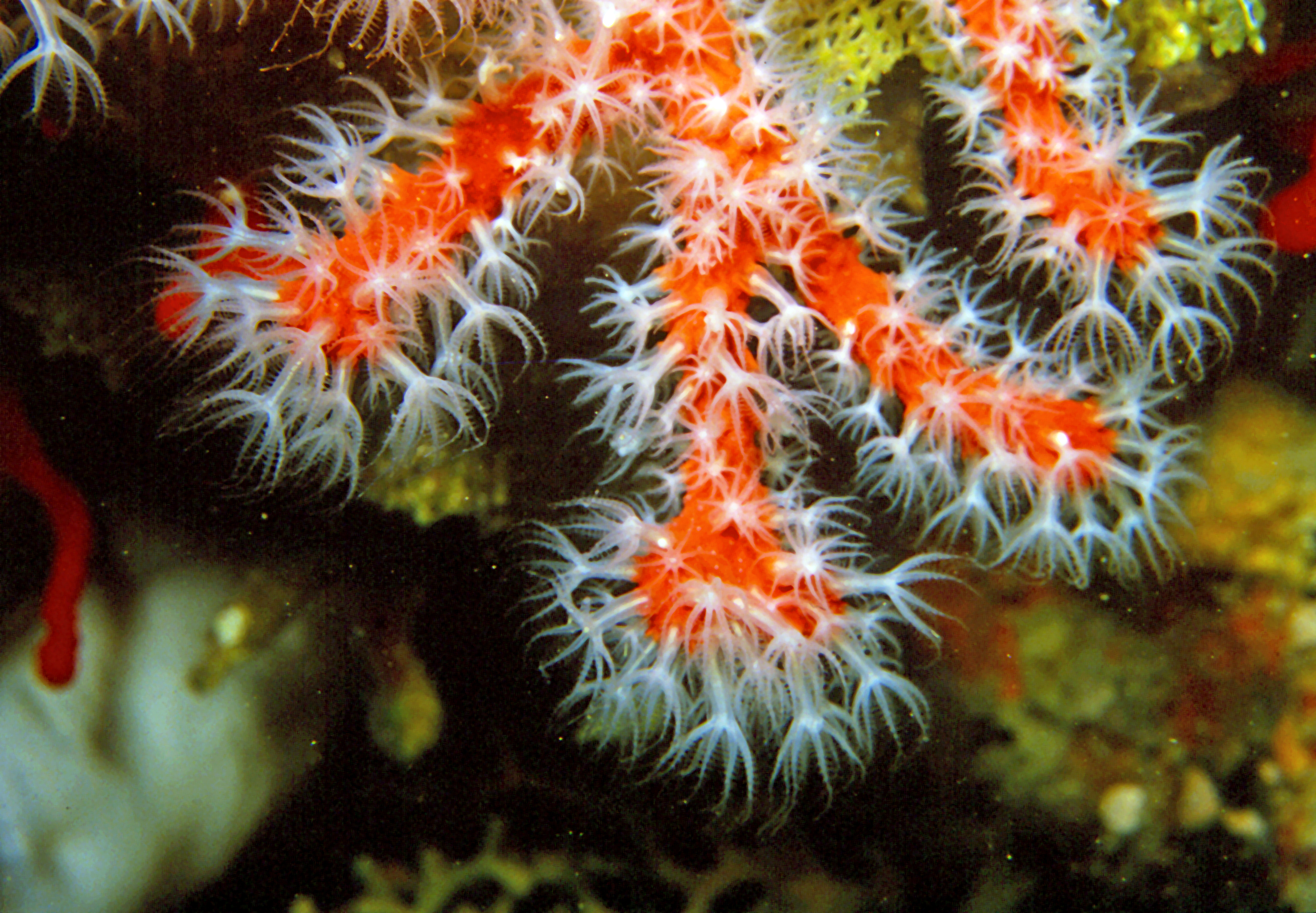
Corallium rubrum
(Coralliidae)

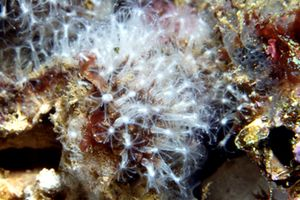
Cornularia cornucopiae
(Cornulariidae)

L'ordine Alcyonacea comprende i seguenti sottordini e famiglie:
- Sottordine Alcyoniina
  - Famiglia Acrophytidae McFadden & van Ofwegen, 2017
  - Famiglia Alcyoniidae Lamouroux, 1812
  - Famiglia Aquaumbridae Breedy, van Ofwegen & Vargas, 2012
  - Famiglia Corymbophytidae McFadden & van Ofwegen, 2017
  - Famiglia Leptophytidae McFadden & van Ofwegen, 2017
  - Famiglia Nephtheidae Gray, 1862
  - Famiglia Nidaliidae Gray, 1869
  - Famiglia Paralcyoniidae Gray, 1869
  - Famiglia Xeniidae Ehrenberg, 1828

- Sottordine Calcaxonia
  - Famiglia Chrysogorgiidae Verrill, 1883
  - Famiglia Ellisellidae Gray, 1859
  - Famiglia Ifalukellidae Bayer, 1955
  - Famiglia Isididae Lamouroux, 1812
  - Famiglia Primnoidae Milne Edwards, 1857
  - incertae sedis: Isidoides Nutting, 1910

- Sottordine Holaxonia
  - Famiglia Acanthogorgiidae Gray, 1859
  - Famiglia Dendrobrachiidae Brook, 1889
  - Famiglia Gorgoniidae Lamouroux, 1812
  - Famiglia Keroeididae Kinoshita, 1910
  - Famiglia Plexauridae Gray, 1859

- Sottordine Protoalcyonaria
  - Famiglia Taiaroidae Bayer & Muzik, 1976

- Sottordine Scleraxonia
  - Famiglia Anthothelidae Broch, 1916
  - Famiglia Briareidae Gray, 1859
  - Famiglia Coralliidae Lamouroux, 1812
  - Famiglia Melithaeidae Gray, 1870
  - Famiglia Paragorgiidae Kükenthal, 1916
  - Famiglia Parisididae Aurivillius, 1931
  - Famiglia Spongiodermidae Wright & Studer, 1889
  - Famiglia Subergorgiidae Gray, 1859
  - Famiglia Victorgorgiidae Moore, Alderslade & Miller, 2017

- Sottordine Stolonifera
  - Famiglia Acrossotidae Bourne, 1914
  - Famiglia Arulidae McFadden & van Ofwegen, 2012
  - Famiglia Clavulariidae Hickson, 1894
  - Famiglia Coelogorgiidae Bourne, 1900
  - Famiglia Cornulariidae Dana, 1846
  - Famiglia Pseudogorgiidae Utinomi & Harada, 1973
  - Famiglia Tubiporidae Ehrenberg, 1828

- incertae sedis
  - Famiglia Acanthoaxiidae van Ofwegen & McFadden, 2010
  - Famiglia Haimeidae Wright, 1865
  - Famiglia Parasphaerascleridae McFadden & van Ofwegen, 2013
  - Genere Speirogorgia Williams, 2019